# Louvigny (Sarthe)
Louvigny è un comune francese di 182 abitanti situato nel dipartimento della Sarthe nella regione dei Paesi della Loira.

## Società

### Evoluzione demografica
Abitanti censiti